# Associação Atlética Internacional
El Associação Atlética Internacional, también conocido como Internacional de Limeira o Inter de Limeira es un club de fútbol brasileño, de la ciudad de Limeira, São Paulo. Fundado en 1913, actualmente compite en el Campeonato Paulista.

## Historia
El 2 de octubre de 1913, en el Teatro da Paz de Limeira, los miembros del club amateur Barroquinha acordaron profesionalizarse, estableciendo un pago mensual a sus socios. Así, el 5 de octubre se constituyó oficialmente la Associação Atlética Internacional. El nombre estaría inspirado en otro club paulista, el Internacional de São Paulo, hoy extinto.
El club participó por primera vez en el Campeonato Brasileño de Serie A en 1979. La modesta entidad de Limeira se vio beneficiada por el gran número de equipos que ese año tomaron parte en la máxima categoría de la liga nacional, hasta 94, al no disputarse el Torneo Río-São Paulo.
En 1986, con Pepe en el banquillo, ganó su primer y único Campeonato Paulista, tras batir al Santos FC en semifinales y al SE Palmeiras en la final. De este modo, se convirtió en el primer equipo del interior de São Paulo en lograr el título del estatal.
Dos años más tarde, en 1988, el Inter de Limeira logró su primer título nacional, el Campeonato Brasileño de Serie B, equivalente a la segunda división de la liga nacional. Este título le permitió ascender a la Serie A, donde se mantuvo dos temporadas (1989-1990), siendo esta su última participación en la máxima categoría, hasta la fecha.

## Entrenadores
- Thiago Carpini (noviembre de 2020–mayo de 2021)[3][4]
- Dyego Coelho (mayo de 2021–julio de 2021)[5][6]
- Roger Silva (agosto de 2021–septiembre de 2021)[7][8]
- Vinicius Bergantin (septiembre de 2021-marzo de 2022)[9][10]
- Roger Silva (abril de 2022–agosto de 2022)[11][12]
- Pintado (octubre de 2022–marzo de 2023)[13][14]
- Júnior Rocha (marzo de 2023–mayo de 2024)[15][16]
- Felipe Conceição (mayo de 2024–presente)[2]

## Estadio
El Inter de Limeira disputa sus partidos en el Estadio Major José Levy Sobrinho, popularmente conocido como Limeirão. Fue inaugurado en  1977 y tiene capacidad para 18 000 espectadores.

## Estadísticas del club
- Temporadas en el Campeonato Brasileño de Serie A: 7
- Temporadas en Campeonato Brasileño de Serie B: 4
- Temporadas en Campeonato Brasileño de Serie C: 5
- Participaciones en el Campeonato Paulista - Serie A1: 23
- Participaciones en el Campeonato Paulista - Serie A2: 24
- Participaciones en el Campeonato Paulista - Serie A3: 15
- Participaciones en el Campeonato Paulista - Segunda Divisão: 1

## Uniforme
- Uniforme titular: Camiseta blanca y negra a rayas verticales, pantalón negro y medias blancas.

## Palmarés

### Torneos nacionales
- Campeonato Brasileño de Serie B (1): 1988

### Campeonatos estatales
- Campeonato Paulista (1): 1986
- Campeonato Paulista - Serie A2 (3): 1978, 1996 y 2004
- Campeonato Paulista - Serie A3 (1): 1966